# Lockroom
Mihovil Šoštarić (Dubrovnik, 2000.) poznatiji kao Lockroom, hrvatski je producent i tekstopisac. 
S 15 je godina krenuo raditi beatove i eksperimentirati sa zvukom. Objavio je nekoliko albuma i pjesama s nekoliko hrvatskih izvođača od kojih su najistaknutiji Hiljson Mandela, Grše, Miach i Vojko V. U suradnji s Gršom je u ožujku 2021. godine snimio album Platinum najpoznatiji po pjesmi "Highlife". Surađivali su na još nekoliko samostalnih singlova poput "SIP", "Mamba", "Sin City" i "Sve Za Gang". Zajedno je s Hiljsonom Mandelom u svibnju 2022. objavio album Mandela Effect. U rujnu 2022. surađuje s Miach na singlu "NLO" na kojemu je također gostovao i Mandela. Glavni je producent na njenom prvom albumu Insomnia. Također je surađivao s Pekijem na pjesmama "Mangio Pasta" i "Bajadeira" s albuma Fortuna.

## Osobni život
Od 2020. živi i radi u Zagrebu. Izjavio je kako nadahnuće za stvaranje glazbe nalazi u svom bratiću Vitu.